# Élections législatives de 1978 en Eure-et-Loir
Les élections législatives françaises de 1978 se déroulent les 12 et 19 mars 1978. Dans le département d'Eure-et-Loir, trois députés sont à élire dans le cadre de trois circonscriptions.

## Élus
| Circonscription | Député sortant   | Parti | Parti         | Député élu ou réélu | Parti | Parti    |
| --------------- | ---------------- | ----- | ------------- | ------------------- | ----- | -------- |
| 1re             | Claude Gerbet    |       | RI            | Georges Lemoine     |       | PS       |
| 2e              | Maurice Legendre |       | PS            | Martial Taugourdeau |       | RPR      |
| 3e              | Maurice Dousset  |       | Divers droite | Maurice Dousset     |       | UDF (PR) |

## Résultats

### Résultats à l'échelle du département
| Parti          | Parti                              | Premier tour | Premier tour | Second tour | Second tour | Sièges |
| Parti          | Parti                              | Voix         | %            | Voix        | %           | Sièges |
| -------------- | ---------------------------------- | ------------ | ------------ | ----------- | ----------- | ------ |
|                | Union pour la démocratie française | 61 074       | 32,48        | 64 608      | 33,30       | 1      |
|                | Rassemblement pour la République   | 27 810       | 14,79        | 34 909      | 17,99       | 1      |
|                | Divers droite                      | 1 829        | 0,97         |             |             | 0      |
|                | Majorité présidentielle            | 90 713       | 48,24        | 99 517      | 51,29       | 2      |
|                |                                    |              |              |             |             |        |
|                | Parti socialiste                   | 39 614       | 21,07        | 68 189      | 35,14       | 1      |
|                | Parti communiste français          | 30 100       | 16,01        | Retrait     | Retrait     | 0      |
|                | Mouvement des radicaux de gauche   | 13 576       | 7,22         | 26 327      | 13,57       | 0      |
|                | Union de la gauche                 | 83 290       | 44,29        | 94 516      | 48,71       | 1      |
|                |                                    |              |              |             |             |        |
|                | Extrême gauche                     | 7 120        | 3,79         |             |             | 0      |
|                | Parti radical                      | 4 922        | 2,62         | 0           |             |        |
|                | Extrême droite                     | 1 996        | 1,06         | 0           |             |        |
|                |                                    |              |              |             |             |        |
| Inscrits       | Inscrits                           | 227 706      | 100,00       | 227 707     | 100,00      | 3      |
| Abstentions    | Abstentions                        | 34 784       | 15,28        | 29 767      | 13,07       |        |
| Votants        | Votants                            | 192 922      | 84,72        | 197 940     | 86,93       |        |
| Blancs et nuls | Blancs et nuls                     | 4 881        | 2,53         | 3 907       | 1,97        |        |
| Exprimés       | Exprimés                           | 188 041      | 97,47        | 194 033     | 98,03       |        |

### Résultats par circonscription

#### Première circonscription (Chartres)
| Candidat       | Candidat              | Parti          | Premier tour | Premier tour | Second tour | Second tour |  |
| Candidat       | Candidat              | Parti          | Voix         | %            | Voix        | %           |  |
| -------------- | --------------------- | -------------- | ------------ | ------------ | ----------- | ----------- |  |
|                | Claude Gerbet sortant | UDF (PR)       | 20 615       | 31,49        | 32 594      | 48,27       |  |
|                | Georges Lemoine élu   | PS             | 20 494       | 31,31        | 34 925      | 51,73       |  |
|                | André Essirard        | PCF            | 8 811        | 13,46        |             |             |  |
|                | Jean Lelièvre         | RPR            | 7 948        | 12,14        |             |             |  |
|                | Michel Castaing       | Rad            | 4 922        | 7,52         |             |             |  |
|                | Lucien Lanchon        | LO             | 1 585        | 2,42         |             |             |  |
|                | Pascal Rivais         | LCR            | 771          | 1,18         |             |             |  |
|                | D. Foucault           | FN             | 319          | 0,49         |             |             |  |
|                |                       |                |              |              |             |             |  |
| Inscrits       | Inscrits              | Inscrits       | 78 842       | 100,00       | 78 840      | 100,00      |  |
| Abstentions    | Abstentions           | Abstentions    | 11 687       | 14,82        | 9 789       | 12,42       |  |
| Votants        | Votants               | Votants        | 67 155       | 85,18        | 69 051      | 87,58       |  |
| Blancs et nuls | Blancs et nuls        | Blancs et nuls | 1 690        | 2,52         | 1 532       | 2,22        |  |
| Exprimés       | Exprimés              | Exprimés       | 65 465       | 97,48        | 67 519      | 97,78       |  |

#### Deuxième circonscription (Dreux)
| Candidat       | Candidat                 | Parti          | Premier tour | Premier tour | Second tour | Second tour |  |
| Candidat       | Candidat                 | Parti          | Voix         | %            | Voix        | %           |  |
| -------------- | ------------------------ | -------------- | ------------ | ------------ | ----------- | ----------- |  |
|                | Maurice Legendre sortant | PS             | 19 120       | 29,02        | 33 264      | 48,79       |  |
|                | Martial Taugourdeau élu  | RPR            | 16 008       | 24,3         | 34 909      | 51,21       |  |
|                | Yves Cauchon             | UDF (CDS)      | 14 865       | 22,56        | Retrait     | Retrait     |  |
|                | Nadine Hernandez         | PCF            | 10 008       | 15,19        | Retrait     | Retrait     |  |
|                | Albert-Charles Meyer     | PSD            | 1 829        | 2,78         |             |             |  |
|                | Nicole Giraud            | LO             | 1 796        | 2,73         |             |             |  |
|                | Jean-Pierre Stirbois     | FN             | 1 332        | 2,02         |             |             |  |
|                | Francine Mas             | LCR            | 926          | 1,41         |             |             |  |
|                |                          |                |              |              |             |             |  |
| Inscrits       | Inscrits                 | Inscrits       | 79 610       | 100,00       | 79 601      | 100,00      |  |
| Abstentions    | Abstentions              | Abstentions    | 12 117       | 15,22        | 10 244      | 12,87       |  |
| Votants        | Votants                  | Votants        | 67 493       | 84,78        | 69 357      | 87,13       |  |
| Blancs et nuls | Blancs et nuls           | Blancs et nuls | 1 609        | 2,38         | 1 184       | 1,71        |  |
| Exprimés       | Exprimés                 | Exprimés       | 65 884       | 97,62        | 68 173      | 98,29       |  |

#### Troisième circonscription (Châteaudun - Nogent-le-Rotrou)
| Candidat       | Candidat                      | Parti          | Premier tour | Premier tour | Second tour | Second tour |  |
| Candidat       | Candidat                      | Parti          | Voix         | %            | Voix        | %           |  |
| -------------- | ----------------------------- | -------------- | ------------ | ------------ | ----------- | ----------- |  |
|                | Maurice Dousset sortant réélu | UDF (PR)       | 25 594       | 45,15        | 32 014      | 54,87       |  |
|                | Robert Huwart                 | MRG            | 13 576       | 23,95        | 26 327      | 45,13       |  |
|                | Jean Hardy                    | PCF            | 11 281       | 19,9         | Retrait     | Retrait     |  |
|                | Jacques Le Marrec             | RPR            | 3 854        | 6,8          |             |             |  |
|                | José Duménil                  | LO             | 2 042        | 3,6          |             |             |  |
|                | S. Palmier                    | Extrême droite | 345          | 0,61         |             |             |  |
|                |                               |                |              |              |             |             |  |
| Inscrits       | Inscrits                      | Inscrits       | 69 254       | 100,00       | 69 266      | 100,00      |  |
| Abstentions    | Abstentions                   | Abstentions    | 10 980       | 15,85        | 9 734       | 14,05       |  |
| Votants        | Votants                       | Votants        | 58 274       | 84,15        | 59 532      | 85,95       |  |
| Blancs et nuls | Blancs et nuls                | Blancs et nuls | 1 582        | 2,71         | 1 191       | 2           |  |
| Exprimés       | Exprimés                      | Exprimés       | 56 692       | 97,29        | 58 341      | 98          |  |